# Русская колонизация Урала
Русская колонизация Урала, также присоединение Урала к России  — сложный и многогранный процесс вхождения исторической провинции Урал, заселённой различными народами, такими как собственно уральские — коми (зыряне и пермяки), удмурты (вотяки), ненцы (юраки), ханты (остяки), манси (вогулы), — и также некоторыми тюркскими — волго-уральские и сибирские татары (татары), башкиры (башкирцы) и казахи (киргиз-кайсаки), в состав России, длившийся с XI по 30-е годы XVII века. 
Русская колонизация Урала началась с деятельности новгородских ушкуйников в XI-XII веках. Изначально основной интерес представляла пушнина, но с усилением влияния Московского княжества в XIV веке, и особенно после присоединения Перми Великой Иваном III в 1472 году, колонизация приобрела более системный характер. В XV-XVI веках активно осваивались земли по рекам Кама и Вычегда, строились монастыри, такие как Пыскорский, и укрепленные поселения. XVI век ознаменовался тем, что в 1558 году Иван IV (Грозный) пожаловал обширные земли по реке Чусовой купцам Строгановым, которые стали ключевыми фигурами в освоении Урала, возводя остроги и крепости, привлекая крестьян из центральных районов России и развивая соляные промыслы, в частности в Соликамске (Соль Камская). При этом происходили взаимодействия и конфликты с местными народами, такими как вогулы и остяки. В XVII веке продолжалось строительство городов, например Верхотурье в 1598 году, центра торговли с Сибирью, развивалось земледелие, ремесла, и начиналась разработка медных рудников в районе реки Пышма. Примечательно, что в 1648 году, во время Медного бунта в Москве, для подавления бунта были вызваны военные отряды, набранные на Урале. Эпоха петровских реформ в начале XVIII века придала колонизации новый импульс. Петр I уделял огромное внимание развитию горнодобывающей промышленности, и в 1720 году Василий Татищев был назначен руководителем уральских заводов. В 1723 году Татищев и Вильгельм де Геннин основали Екатеринбург, ставший центром горнозаводского Урала. В этот период строились многочисленные заводы, такие как Невьянский завод Демидовых и Нижнетагильский завод, активно использовался принудительный труд приписных крестьян и каторжан. В 1734-1740 годах произошли Башкирские восстания, вызванные земельными спорами и религиозной политикой. В 1745 году было открыто золото на Урале, что привело к "золотой лихорадке". Крестьянская война под предводительством Емельяна Пугачева в 1773-1775 годах охватила и Урал, многие заводы были разрушены или разграблены. В XIX веке продолжилось развитие промышленности, особенно металлургии, было построено железнодорожное сообщение с центральными районами России, и росли города, такие как Пермь, Уфа, Челябинск. Однако усилилась эксплуатация рабочих, что приводило к стачкам и протестам. В XX веке Урал стал одним из важнейших промышленных центров СССР. Индустриализация 1930-х годов привела к строительству гигантских заводов, как Магнитогорский металлургический комбинат. В дальнейшем, особенно в период Российской империи и Советского Союза, Урал стал не только важным промышленным центром, но и местом ссылки и заключения. Уже в имперский период на Урал ссылали преступников и политических заключенных, используя их труд на рудниках и заводах. В советское время система ссылок и лагерей приобрела масштабный характер. Во времена ГУЛАГа на Урале существовали многочисленные исправительно-трудовые лагеря, где содержались сотни тысяч заключенных, осужденных по политическим и уголовным статьям. Их труд использовался в горнодобывающей, лесной и строительной промышленности. Например, Богословский ИТЛ (исправительно-трудовой лагерь) занимался добычей бокситов, а Вишерский ИТЛ - лесозаготовками. Условия содержания в лагерях были крайне тяжелыми, смертность была высокой. Таким образом, Урал стал не только символом индустриализации и освоения природных богатств, но и трагическим символом репрессий и принудительного труда. Колонизация Урала сопровождалась сложным взаимодействием с коренными народами. Русские переселенцы отнимали земли, навязывали свою культуру и религию, что приводило к восстаниям и конфликтам. В то же время, русские приносили на Урал новые технологии и знания, развивали торговлю и ремесла. В результате русская колонизация Урала оставила глубокий след в истории и культуре региона, сформировав уникальную уральскую идентичность. 

## Этногененез коренных народов

### Уральские народы
Как следует из названия, группа народов, состоящая из финно-угров и самоедов, берёт своё происхождение с Урала, а точнее с юга региона, примерно в VI—III тысячелетиях до н. э. 

### Тюркские народы
Тюрки переселились на регион Приволжья-Урала примерно в середине II тысячелетия до н. э. 

## Предпосылки для колонизации

### Граница между Европой и Азией
Уральский хребет является одной из самых общепринятых границ между Европой и Азией. Также, Урал является вратами в Сибирь, со всеми её богатствами, для европейцев, в частности русских. 

### Пушнина
Природа Урала богата пушными животными.

### Древесина
На Урале существует обширная система лесов. 

### Ископаемые ресурсы
Железо, медь, серебро, соль. 

### Распад Улуса Джучи
Золотая Орда начала распадаться в  и в следствие этого Уральские горы оказались беззащитными перед новыми поселенцами. 

### Усиление Москвы
Московская Русь, усилившись, стала смотреть на новые рубежи. 

## Освоение и заселение Урала в XVI-XVII веках

### Роль Строгановых
Получение земли от московских князей, строительство крепостей (Орёл-городок, Соль Вычегодская), организация промыслов, привлечение переселенцев.

### Основание первых русских поселений
Верхотурье, Чердынь, Соликамск. Их значение как административных и экономических центров.

### Строительство крепостей и острогов
Защита от набегов сибирских татар и других коренных народов, обеспечение безопасности путей.

### Привлечение переселенцев
Преимущественно крестьяне, беглые от феодального гнета, казаки, ремесленники. Формирование особого уральского социума.

### Конфликты с коренным населением
Башкиры, марийцы, манси, ханты. Причины конфликтов: земельные споры, притеснения, религиозные различия.

## Урал в XVIII веке: промышленное освоение и расширение колонизации

### Петровские реформы и развитие промышленности
Ориентация на развитие металлургии, потребность в оружии и других металлических изделиях.

### Строительство заводов
Невьянский завод, Каменский завод, Екатеринбургский завод и др. Создание "горнозаводской цивилизации" на Урале.

### Прикрепление крестьян к заводам
Указ о приписных крестьянах. Тяжелые условия труда, бунты и восстания.

### Основание и развитие Екатеринбурга
Город являлся административным и промышленным центром Урала.

### Расширение территории колонизации
Освоение южного Урала, строительство Оренбургской укрепленной линии.

### Изменение демографической ситуации
Увеличение русского населения, формирование многонационального уральского сообщества.

## Поздняя колонизация ссылками и лагерями

### В Российской империи
В Российской Империи преступников часто ссылали за Уральский хребет на каторгу. 

### В СССР
При большевистской власти была проведена политика раскулачивания, когда крестьян, объявленных кулаками или подкулачниками, отправляли в ссылку, в том числе на Урал, и также была создана масштабная сеть лагерей — ГУЛАГ. На Урале крупнейшим лагерем, повлиявшим даже на местный состав населения, был Воркутлаг. 

## Последствия русской колонизации Урала

### Экономические последствия
Превращение Урала в крупный промышленный регион, поставщик металла и других ресурсов для России.

### Социальные последствия
Формирование особого уральского общества, появление заводских рабочих, изменение социальной структуры коренного населения.

### Политические последствия
Укрепление позиций России на востоке, контроль над торговыми путями в Сибирь.

### Культурные последствия
Взаимодействие русской и местной культур, распространение православия, уменьшение популярности ислама и этнических религий

### Экологические последствия
Начало масштабного тлетворного воздействия промышленности на окружающую среду, истощение природных ресурсов. 